# Hutton-Kliffs
Die Hutton-Kliffs sind Kliffs auf der antarktischen Ross-Insel im Ross-Archipel. Sie ragen 3 km nördlich des Ford Rock auf der Westseite der Hut-Point-Halbinsel auf.
Teilnehmer der Discovery-Expedition (1901–1904) unter der Leitung des britischen Polarforschers Robert Falcon Scott entdeckten und benannten es. Namensgeber ist Frederick Wollaston Hutton (1836–1905), Kurator des Canterbury Museum im neuseeländischen Christchurch von 1893 bis zu seinem Tod.